# Exército de Libertação de Ruanda

Bandeira do grupo.

Exército para a Libertação do Ruanda  (em francês:  Armée pour la Libération du Rwanda, ALiR) foi um grupo rebelde composto em grande parte por membros das Interahamwe e das Forças Armadas Ruandesas que conduziram o Genocídio de Ruanda em 1994. Operando principalmente nas regiões orientais da República Democrática do Congo ao longo da fronteira com Ruanda, realizou ataques durante a Segunda Guerra do Congo contra forças alinhadas com Ruanda e Uganda. Em 2000, o ALiR concordou em fundir-se com o movimento de resistência hutu baseado em Kinshasa, as Forças Democráticas para a Libertação de Ruanda (FDLR). O ALiR foi em grande parte suplantado pelas FDLR em 2001.